# Samea
Samea is een geslacht van vlinders van de familie van de grasmotten (Crambidae), uit de onderfamilie van de Spilomelinae. De wetenschappelijke naam voor dit geslacht is voor het eerst gepubliceerd in 1854 door Achille Guenée. Guenée beschreef ook de eerste soort uit het geslacht, Samea ecclesialis, die als typesoort is aangeduid.

## Soorten
- Samea alophalis Hampson, 1912
- Samea antisema (Meyrick, 1886)
- Samea atrichonalis Amsel, 1956
- Samea baccatalis (Hulst, 1892)
- Samea bipunctalis Warren, 1888
- Samea borboraula (Meyrick, 1936)
- Samea calligraphalis (Snellen, 1892)
- Samea calonalis Walker, 1859
- Samea carettalis Schaus, 1940
- Samea castellalis Guenée, 1854
- Samea castoralis (Walker, 1859)
- Samea choristalis Hampson, 1912
- Samea coffea B. Landry, 2016
- Samea conjunctalis Möschler, 1890
- Samea continentalis Guenée, 1854
- Samea delicata Kaye, 1923
- Samea druchachalis Dyar, 1924
- Samea ecclesialis Guenée, 1854
- Samea figuralis Walker, 1969
- Samea forsteri (Amsel, 1956)
- Samea fumidalis Leech, 1889
- Samea inconspicuella B. Landry, 2016
- Samea mictalis Hampson, 1912
- Samea multiplicalis (Guenée, 1854)
- Samea nicaeusalis (Walker, 1859)
- Samea obliteralis Walker, 1866
- Samea purpurascens Moore, 1877
- Samea similalis Hampson, 1912
- Samea sylvialis (Walker, 1859)